# G10 (álbum)
G10, o 11º álbum oficial da banda japonesa Gospellers, é um álbum duplo comemorativo. O CD foi lançado no dia 17 de Novembro de 2004 em comemoração aos 10 anos de carreira da banda. Traz músicas de várias épocas da banda, desde o 1º CD (The Gospellers) até seu antecessor direto (Dressed up to the Nines). 25 das 26 músicas desta compilação foram escolhidas por votação entre os fãs do grupo. A música Mimosa foi incluída pouco antes da finalização do álbum.

## Prêmios
- Disco duplo de platina (no Japão);
- Lock & pop album of the year da 19º edição do Japan Gold Disc da Oricon;
- 2º melhor álbum no ranking da Oricon em 2004;

## Faixas

### CD 01
| N° | Tempo | Título                 | Título (*)       |
| -- | ----- | ---------------------- | ---------------- |
| 01 | 4:46  | Promise - a cappella - | N/A              |
| 02 | 3:35  | Samurai Gospellers     | (侍ゴスペラーズ) |
| 03 | 5:20  | Atlas                  | N/A              |
| 04 | 3:54  | Owaranai sekai         | (終わらない世界) |
| 05 | 5:08  | Ai no Uta              | (愛の歌)         |
| 06 | 4:52  | Kutsuwa Haitamama      | (靴は履いたまま) |
| 07 | 4:49  | Atarashii sekai        | (あたらしい世界) |
| 08 | 4:05  | Nettaiya               | (熱帯夜)         |
| 09 | 4:46  | Secret                 | (シークレット)   |
| 10 | 5:35  | Towani                 | (永遠に)         |
| 11 | 3:57  | Gekkou                 | (月光)           |
| 12 | 4:51  | One more day           | N/A              |
| 13 | 4:56  | Kokuhaku               | (告白)           |

### CD 02
| N° | Tempo | Título                    | Título (*)             |
| -- | ----- | ------------------------- | ---------------------- |
| 01 | 3:35  | Hitori                    | (ひとり)               |
| 02 | 5:28  | Tokyo Sweet               | (東京スヰート)         |
| 03 | 5:17  | Yakusokuno Kisetsu        | (約束の季節)           |
| 04 | 5:29  | Chikai                    | (誓い)                 |
| 05 | 4:06  | Sunadokei                 | (砂時計)               |
| 06 | 3:45  | Get me on                 | N/A                    |
| 07 | 4:42  | Hoshikuzuno Machi         | (星屑の街)             |
| 08 | 3:08  | Iroha                     | (いろは)               |
| 09 | 5:32  | Full of Love              | N/A                    |
| 10 | 4:25  | Shinosaka                 | (新大阪)               |
| 11 | 5:08  | Machikado -on the corner- | (街角 -on the corner-) |
| 12 | 5:09  | Calling                   | (コーリング)           |
| 13 | 4:56  | Mimosa                    | (ミモザ)               |

* Os títulos em nihongo só estão presentes caso façam parte do encarte e/ou release oficial do álbum.

## Votação
- Antes das vendas do álbum foi realizada uma votação no website oficial da banda e em lojas de vendas de CD para a escolha das músicas que criariam a coletânea. O TOP 50 da votação foi anunciado oficialmente no website após 1 mês.
- Duas músicas foram impossibilitadas de inclusão na coletânea por não terem sido masterizadas a tempo. São elas:
  - Towani -unplugged live version (永遠に -unplugged live version)
  - Promise

### Votação Oficial
1. Tokyo Sweet (東京スヰート)
2. Atarashii sekai (あたらしい世界)
3. Hoshikuzuno Machi (星屑の街)
4. Machikado -on the corner- (街角 -on the corner-)
5. Towani (永遠に)
6. Yakusokuno Kisetsu (約束の季節)
7. Owaranai sekai (終わらない世界)
8. Samurai Gospellers (侍ゴスペラーズ)
9. Kokuhaku (告白)
10. Hitori (ひとり)
11. Promise -a cappella-
12. Nettaiya (熱帯夜)
13. (永遠に -unplugged live version-, Towani -unplugged live version)
14. Chikai (誓い)
15. Ai no Uta (愛の歌)
16. Kutsuwa Haitamama (靴は履いたまま)
17. Secret (シークレット)
18. Atlas
19. Shinosaka (新大阪)
20. One more day
21. Calling (コーリング)
22. Sunadokei (砂時計)
23. Iroha (いろは)
24. Promise
25. Full of Love
26. Get me on
27. Gekkou (月光)
28. Theatrical (シアトリカル)
29. Rashin (裸身)
30. Natsukaze (夏風)
31. Beginning
32. Hokkyokusei (北極星)
33. Sanka(Live) (讃歌(Live))
34. Fuyu Monogatari (冬物語)
35. Pokerface featuring Rhymester (ポーカーフェイス　featuring Rhymester)
36. LOVE MACHINE
37. Password (パスワード)
38. Right on,Babe
39. Calendar (カレンダー)
40. Anjuna (アンジュナ)
41. AIR MAIL
42. Koiukyokucho Suki (こういう曲調好き)
43. CENTURY
44. Wolf (ウルフ)
45. Vol.
46. Mayonakano Chorus (真夜中のコーラス)
47. Higher
48. Body Calling (エンドロール)
49. Shiosai (潮騒)
50. Zanshou (残照)